# SN 2002ka
SN 2002ka – supernowa typu Ia odkryta 28 grudnia 2002 roku w galaktyce A093041-1446. W momencie odkrycia miała maksymalną jasność 17,50m.